# Улица Корнея Чуковского (Санкт-Петербург)
Улица Корне́я Чуко́вского — улица в Красногвардейском районе Санкт-Петербурга. Проходит от проспекта Маршака до Муринской дороги, расположена южнее улицы Даниила Хармса.
Строительство улицы Корнея Чуковского как безымянной улицы началось в 2014 году в рамках жилого микрорайона «Новая Охта», который на месте бывших сельскохозяйственных полей совхоза «Ручьи» строит группа «ЛСР». Название улице было присвоено 3 октября 2014 года в честь писателя Корнея Чуковского. Тогда же присвоили названия проспекту Маршака и улице Даниила Хармса. Первоначально топонимическая комиссия Санкт-Петербурга предлагала другое название — Гончаровская улица (в честь писателя И. А. Гончарова), однако против этого выступила ЛСР.
Движение по улице было открыто в октябре 2015 года.
В ноябре 2015 года были введены в эксплуатацию первые дома, получившие адреса по улице Корнея Чуковского, — № 8, 10 и 12.